# 杰夫·史密斯 (田径运动员)
杰夫·史密斯（英語：Geoff Smith，1945年3月6日—），澳大利亚男子田径运动员，主攻全能项目。他曾代表澳大利亚参加1970年英联邦运动会田径比赛，获得男子十项全能金牌。